# اولتان
شهر اولتان  در بخش اولتان در ایالت سولوتورن در کشور سوئیس واقع شده‌است که ۱۶٬۲۰۰ نفر جمعیت دارد.

## نگارخانه

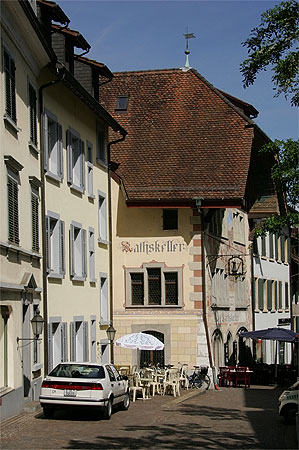
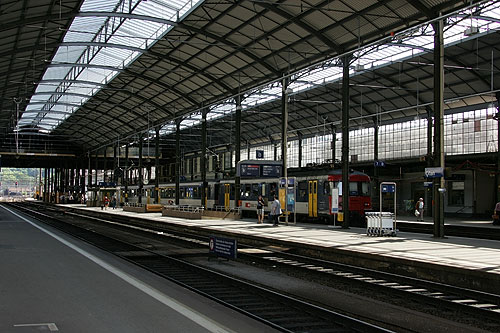
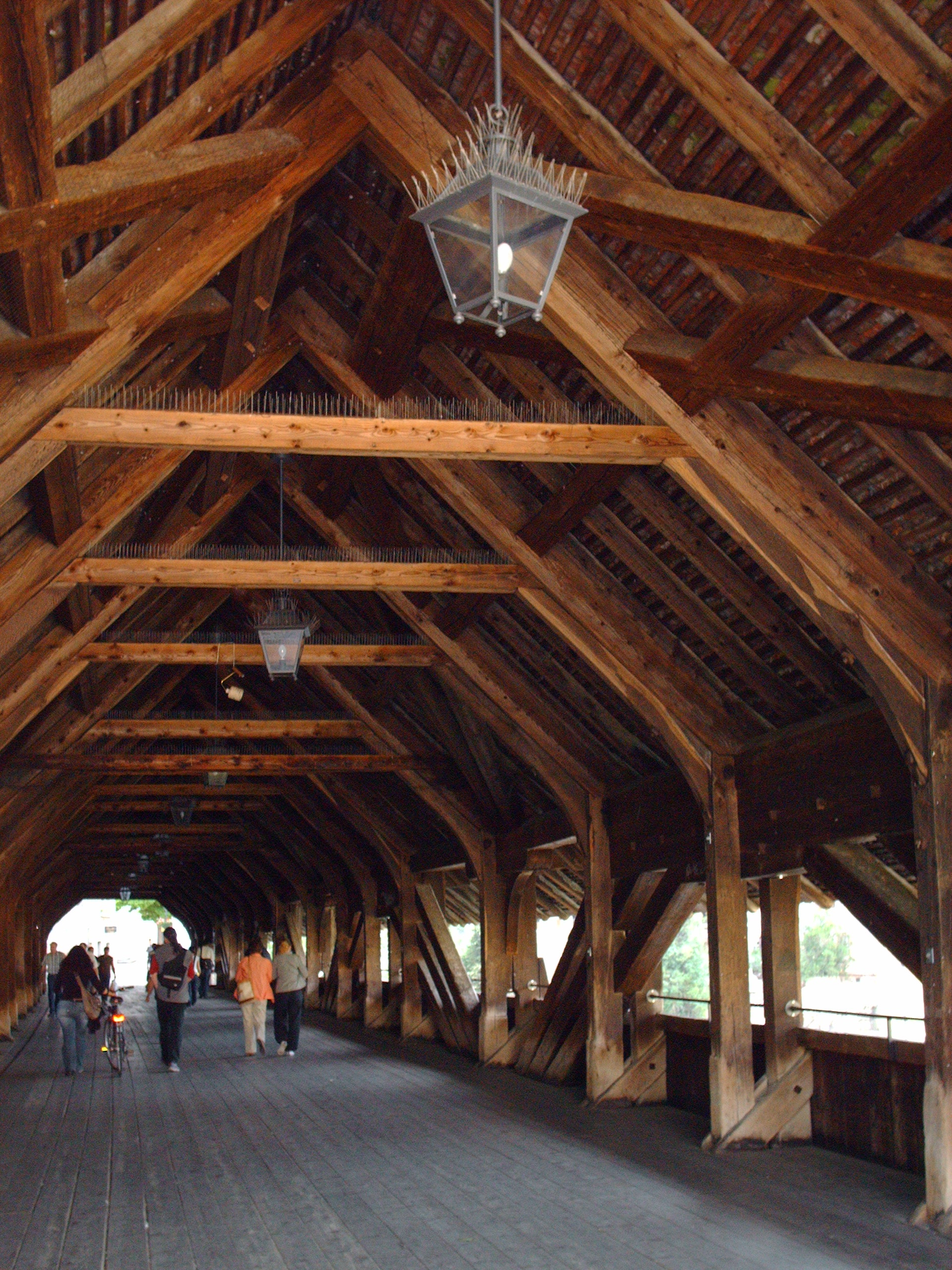